# 迷乱环肋螺
迷乱环肋螺（学名：Cirsotrema perplexum），是异腹足目海蛳螺科Cirsotrema属的一种。主要分布于中国大陆，常栖息在潮下带。